# Wydra (województwo śląskie)
Wydra – wieś sołecka w Polsce położona w województwie śląskim, w powiecie kłobuckim, w gminie Wręczyca Wielka.
W latach 1975–1998 miejscowość administracyjnie należała do województwa częstochowskiego.
Wieś położona jest na południowy wschód od Wręczycy Wielkiej. Podlega parafii NMP Królowej Aniołów w Kalei należy do obwodu szkolnego Zespołu Szkolno-Przedszkolnego w Kalei.
Na terenie wsi zaobserwowano obecność wielu interesujących obiektów flory i fauny (na terenie wsi wielokrotnie obserwowano np. żurawie). W lesie przylegającym do miejscowości znajduje się ponadto wiele
stanowisk myśliwskich. Wydra leży tuż przy granicy z gminą Blachownia i część pól uprawnych należących do mieszkańców wsi terytorialnie należy już do sąsiedniej gminy.